# Lucien Nonguet
Lucien Henri Nonguet, né le 10 mai 1869 à Poitiers et mort le 22 juin 1955 à Fay-aux-Loges (Loiret), est un acteur, réalisateur et scénariste français.

## Biographie
Fils de l'artiste dramatique Josué Nonguet (1831-1881), Lucien Nonguet était journalier en 1890 lors de son départ au service militaire. Il sert dans les rangs du 94e régiment d'infanterie jusqu'en 1893. Il y devient caporal et moniteur d'escrime.
Il travaille comme employé lors de son mariage en 1895.
Lucien Nonguet est d'abord acteur et directeur de figuration au théâtre, entre autres au Châtelet et à l'Ambigu, avant d'entrer en 1902 dans la société de Charles Pathé également comme directeur de figuration. Cette fonction qui consistait au théâtre à recruter et à diriger des acteurs pour les besoins d'une pièce, devint au début du cinéma la préfiguration du métier de metteur en scène. C'est ainsi qu'avec Ferdinand Zecca, il devient l'un des premiers réalisateurs attitrés de la firme Pathé. Il dirige notamment plusieurs courts-métrages mettant en vedette Max Linder, qu'il avait remarqué comme comédien au théâtre des Variétés.
Mobilisé en septembre 1914 comme caporal au 1er régiment du génie, il est placé en sursis d'appel en novembre 1917 au titre du cinéma Music Alhambra.
En 1920, Lucien Nonguet quitte les plateaux de cinéma pour devenir exploitant de salle en reprenant l'Alhambra-Saint-Ouen,. Il fait partie de l'Amicale des directeurs de cinémas dès sa constitution en 1927 et devient l'un des vice-présidents du Syndicat national de l'exploitation cinématographique (SNEC) en 1930.

## Filmographie

### Comme réalisateur
- 1901 : Quo Vadis
- 1902 : La Belle au bois dormant, d'après le conte de Charles Perrault
- 1903 : Massacres de Macédonie
- 1903 : Assassinat de la famille royale de Serbie
- 1903 : Le Pape Léon XIII au Vatican
- 1903 : La Mort du pape Léon XIII
- 1903 : Épopée napoléonienne - Napoléon Bonaparte
- 1903 : Épopée napoléonienne - L'Empire / L'Empire, grandeur et décadence
- 1903 : Guillaume Tell
- 1903 : Les Aventures de Don Quichotte / Don Quichotte
- 1903 : Le Chat botté
- 1903 : La Vie et la Passion de Jésus-Christ
- 1904 : Événements russo-japonais - Tactique russe
- 1904 : Événements russo-japonais - Sous Moukden
- 1904 : Événements russo-japonais - La vigie de Port-Arthur
- 1904 : Événements russo-japonais - Autour de Port-Arthur
- 1904 : Événements russo-japonais - Épisode de Yan-Taï
- 1904 : Événements russo-japonais - Embuscade
- 1904 : Événements russo-japonais - Défense d'une pagoda
- 1904 : Événements russo-japonais - Combats sur le Yalou
- 1904 : Événements russo-japonais - Attaque d'un train
- 1904 : Événements russo-japonais - Guerre russo-japonaise n°1
- 1904 : Événements russo-japonais - Guerre russo-japonaise n°2
- 1904 : Événements russo-japonais - Guerre russo-japonaise n°3
- 1904 : Événements russo-japonais - Guerre russo-japonaise n°4: Défense de Port-Arthur
- 1904 : Événements russo-japonais - Vive le Japon !
- 1904 : Événements russo-japonais - Vive la Russie !
- 1904 : Événements russo-japonais - Combat naval russo-japonais
- 1904 : L'Assassinat du ministre russe de l'Intérieur Viatcheslav Plehve / L'Assassinat du ministre Plehve[9]
- 1904 : L'Incendie du théâtre Iroquois à Chicago[10]
- 1905 : Vie et Passion de notre seigneur Jésus-Christ
- 1905 : La Révolution russe / La Révolution en Russie
- 1905 : Atrocités antisémites russes
- 1905 : Les Troubles de Saint-Pétersbourg
- 1905 : L'Assassinat du grand-duc Serge[11]
- 1905 : L'Incendiaire
- 1905 : Au Pays noir, d'après Germinal d'Émile Zola
- 1905 : Martyrs Chrétiens
- 1905 : Les Petits Vagabonds
- 1905 : Dix Femmes pour un mari
- 1905 : La Saint-Barthélemy
- 1905 : Les Martyrs de l'Inquisition
- 1905 : Événements russo-japonais - Défense d'une pagoda
- 1905 : Événements russo-japonais - Épisode de Yan-Taï
- 1905 : Gontran pompier
- 1906 : Le Déserteur
- 1906 : La Révolution en Russie / La Révolution russe
- 1906 : Événements russo-japonais - Sous Moukden
- 1906 : Terrible angoisse
- 1906 : L'Obsession de l'or
- 1906 : L'Espionne
- 1906 : Les Dessous de Paris
- 1906 : Une Conspiration sous Henri III
- 1906 : C'est roulant
- 1907 : Pour la fête de sa mère
- 1907 : Idée d'apache
- 1907 : À Biribi, disciplinaires français
- 1907 : La Lutte pour la vie
- 1907 : Les Chiens policiers
- 1907 : La Vie de Polichinelle / La Légende de Polichinelle
- 1907 : Domestique hypnotiseur
- 1907 : Vers la pente
- 1907 : Une mauvaise vie
- 1908 : La Belle au bois dormant
- 1908 : Le Roman d'un malheureux
- 1908 : Victime de sa probité
- 1908 : L'Affaire Dreyfus, court métrage en deux parties (1902, 1908) coréalisé avec Ferdinand Zecca.
- 1908 : Le Bébé
- 1910 : Une bonne pour monsieur, un domestique pour madame
- 1910 : Max et son rival (Tout est bien qui finit bien)
- 1910 : Une épreuve difficile
- 1910 : Max fait du ski
- 1911 : Le Pardessus de l'oncle
- 1912 : Gontran chauve par amour
- 1912 : Gontran a volé un enfant
- 1912 : Gontran flirte malgré lui
- 1919 : Les Trois potards, comédie en 2 parties[12]
- 1919 : Frédy chef costumier[13]
- 1919 : Les Deux paillassons[14]
- 1920 : Une institution modèle

Série Max, avec Max Linder dans le rôle-titre
- 1907 : Domestique hypnotiseur / Max domestique hypnotiseur
- 1910 : Le Cauchemar de Max
- 1910 : Max hypnotisé
- 1910 : Une bonne pour monsieur, un domestique pour madame, scénario de Max Linder
- 1910 : Max et sa belle-mère, scénario de Max Linder
- 1910 : Max et ses trois mariages
- 1910 : Max et sa belle négresse / Max et la belle négresse
- 1910 : Max a le feu sacré / Le Feu sacré
- 1910 : Max et son rival / Tout est bien qui finit bien
- 1910 : Max fait du ski
- 1910 : Max et l'Edelweiss
- 1910 : Max aéronaute
- 1910 : Max prend un bain
- 1910 : Max manque un riche mariage
- 1910 : Max ne se mariera pas, scénario de Max Linder
- 1911 : Max fiancé / Max a trouvé une fiancée, scénario de Max Linder
- 1911 : Max se marie / Le Mariage de Max
- 1911 : Les Débuts de Max au cinéma / Max fait du cinéma
- 1912 : Max célibataire
- 1913 : Max fait de la photo
- 1914 : Max joue le drame
- 1914 : Un idiot qui se croit Max Linder

Série Gontran, avec René Gréhan dans le rôle-titre
- 1905 : Gontran pompier
- 1911 : Express-Union
- 1911 : Gontran a peur du choléra
- 1911 : Gontran à la recherche d'une profession
- 1911 : Gontran a le coup de foudre, scénario de Maurice Kéroul
- 1911 : Gontran fiancé courageux
- 1911 : Le Pardessus de l'oncle
- 1912 : Gontran chauve par amour
- 1912 : Gontran a volé un enfant
- 1913 : Gontran flirte malgré lui, scénario de Maurice Kéroul
- 1913 : Gontran a deux vocations
- 1913 : Gontran a le pouvoir des puces
- 1913 : Gontran combat l'oisiveté
- 1913 : Gontran fait des conquêtes
- 1913 : Gontran médecin de service
- 1913 : Gontran et le billet gratuit

### comme scénariste
- 1904 : Christophe Colomb
- 1919 : Les Trois potards
- 1919 : Frédy chef costumier
- 1920 : Une institution modèle